# Argel Fucks
Argel Fucks, brazilski nogometaš in trener, * 14. september 1974.
Za brazilsko reprezentanco je odigral eno uradno tekmo.